# Gremi

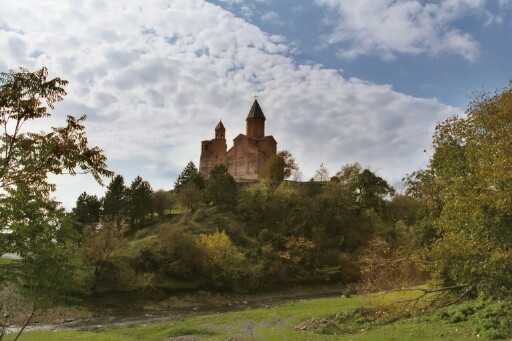
Châreau de Gremi et église des Archanges

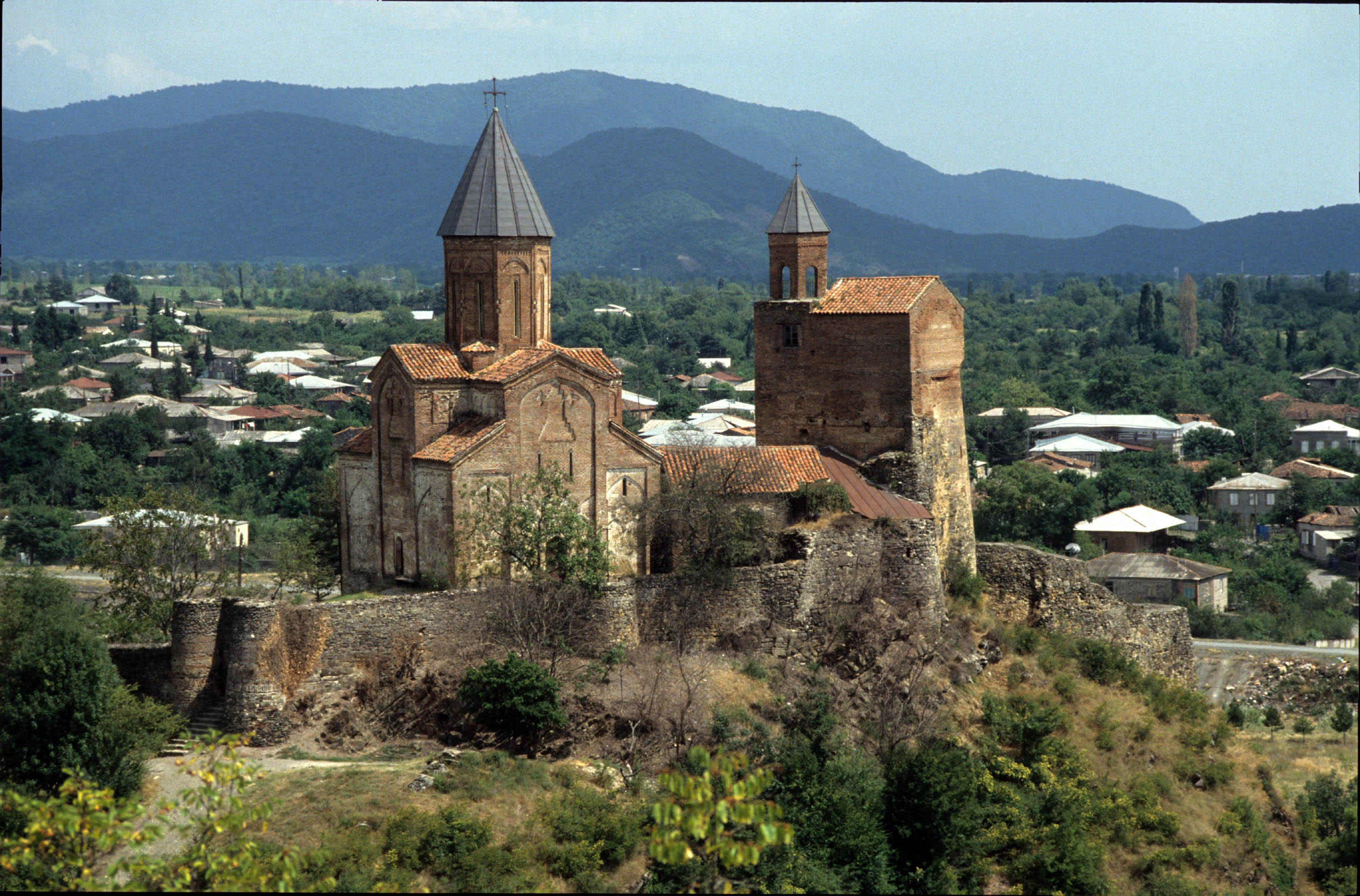
Gremi

Gremi (en géorgien : გრემი) est une citadelle inscrit au patrimoine mondial de l'UNESCO, situé aux pieds des monts du Daguestan, une partie de la chaîne du Caucase. C'est l'ancienne capitale de la Kakhétie.

## Description
Il ne reste rien de l'ancienne capitale locale rasée par le chah Abbas. L'église des Archanges, qui date de 1565 et fut construite par le roi Léon de Kakhétie est par contre bien conservée et toujours ceinte de ses remparts. L'église, en briques rouges, conserve des fresques du XVIe siècle.

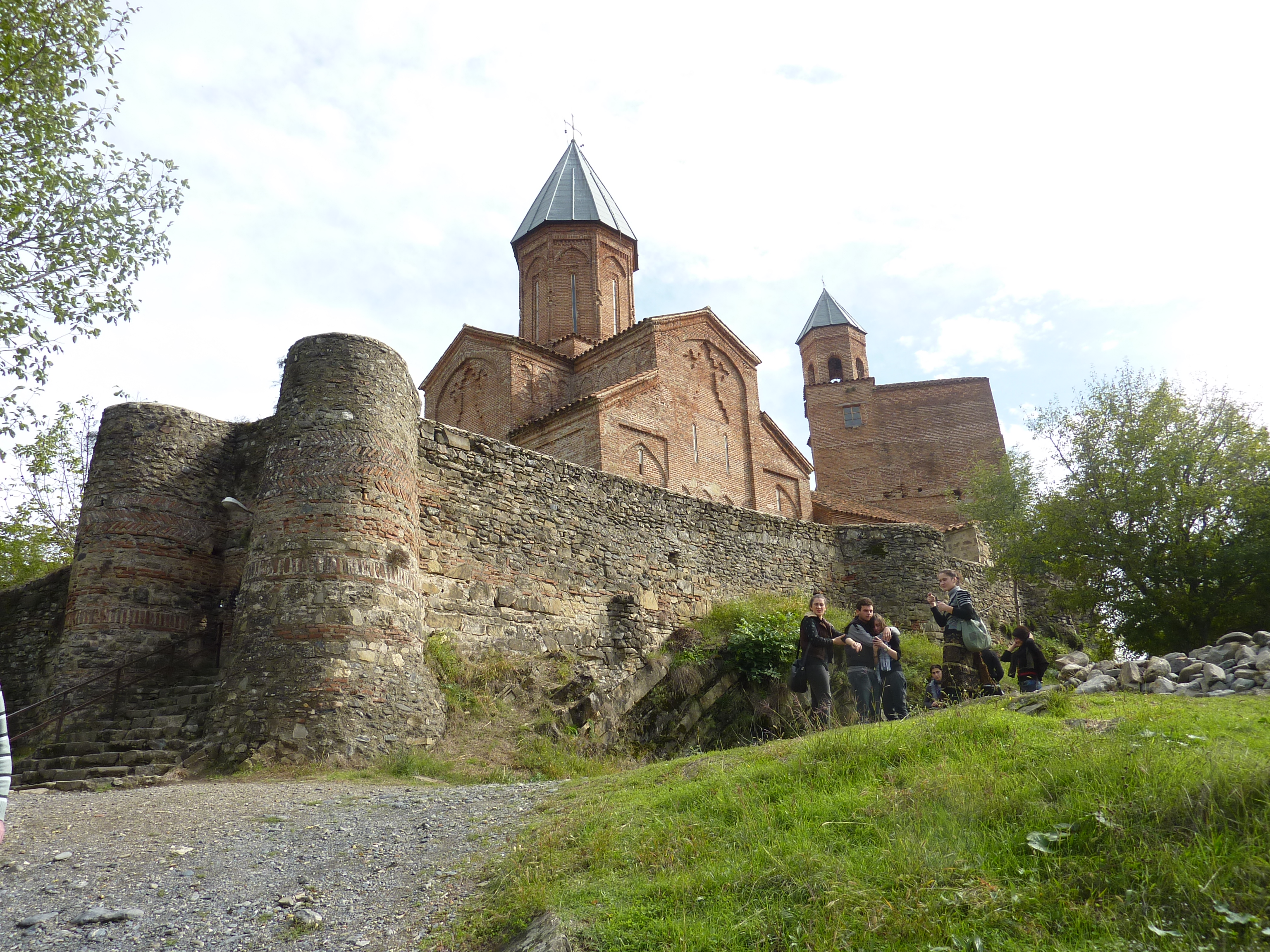
L'église fortifiée de Gremi (XVIe siècle)